# الاتحاد الإنجليزي لكرة القدم
الاتحاد الإنجليزي لكرة القدم (يُعرف رسمياً باسم اتحاد كرة القدم (بالإنجليزية: The Football Association)‏ باعتباره أول اتحاد في تاريخ اللعبة) تأسس في عام 1863 وانضم إلى الاتحاد الدولي لكرة القدم في 1905 وانضم إلى الاتحاد الأوروبي لكرة القدم في 1954.
كان المنتخب الإنجليزي لكرة القدم قد نجح في الحصول على كأس العالم 1966 الذي أقيم في إنجلترا، ويعد الإنجاز الوحيد له في كأس العالم حتى هذه اللحظة.

## نظرة عامة
تأسس اتحاد الكرة في 26 أكتوبر 1863 كأول اتحاد لكرة القدم في العالم. لعب دورًا أساسيًا في صياغة قواعد لعبة كرة القدم الحديثة واحتل مكانة خاصة في تاريخ الرياضة. اليوم هو عضو في يويفا وفيفا وله مقعد دائم في مجلس الاتحاد الدولي لكرة القدم.
يجب أن تكون جميع أندية كرة القدم المحترفة في إنجلترا أعضاء في اتحاد كرة القدم من أجل المشاركة في مسابقاته. الاتحاد الإنجليزي مسؤول عن إدارة المنتخبين الإنجليزيين للرجال والسيدات، وتنظيم كأس الاتحاد الإنجليزي - أكبر مسابقة كأس وأكثرها شهرة في البلاد - وهو أيضًا المنظمة الجامعة لدوريات كرة القدم الإنجليزية. الدوري الإنجليزي الممتاز، من ناحية أخرى، يتمتع بالحكم الذاتي.
يلعب الاتحاد الإنجليزي دورًا رئيسيًا في تطوير كرة القدم الشعبية الإنجليزية، لكنه يواصل دعم ألعاب الهواة وتنظيم نظام الدوري الوطني.

### فضيحة الاعتداء الجنسي لكرة القدم في المملكة المتحدة
في منتصف نوفمبر 2016، بدأت تظهر مزاعم عن انتهاكات جنسية تاريخية واسعة النطاق في أندية كرة القدم تعود إلى السبعينيات. في 21 نوفمبر، قال اتحاد كرة القدم إنه سيُنشئ خطًا للمساعدة؛ تم إنشاء هذا بالتعاون مع الجمعية الوطنية لمنع القسوة ضد الأطفال وافتتح في 24 نوفمبر، ورد أنه تلقى أكثر من 50 مكالمة خلال أول ساعتين، أكثر من 100 بحلول 27 نوفمبر، و 860 بحلول 1 ديسمبر مع 350 فردًا يزعمون إساءة المعاملة. تعاون الاتحاد الإنجليزي والجمعية أيضًا لإنتاج فيلم حول كيفية الحفاظ على سلامة الأطفال في الرياضة، يضم قادة فرق كرة القدم للرجال والنساء والمصابين بالشلل الدماغي.
في 27 نوفمبر، أعلن اتحاد كرة القدم أنه سيجري مراجعة داخلية، بقيادة المحامية المستقلة كيت جلافينت، بشأن ما عرفه نادي كرو ألكساندرا ومانشستر سيتي عن المدان باري بينيل والاعتداء الجنسي على الأطفال في كرة القدم، والتحقيق في ما حدث. المعلومات التي كانت على علم بها وقت ارتكاب الجرائم المزعومة.

### إصلاحات اتحاد كرة القدم 2017
في ديسمبر 2016، دعا خمسة مدراء تنفيذيين سابقين في الاتحاد الإنجليزي - ديفيد بيرنشتاين، وديفيد ديفيز، وجريج دايك، وأليكس هورن، وديفيد تريسمان - لجنة الثقافة والإعلام والرياضة في البرلمان لاقتراح تشريع لإصلاح اتحاد كرة القدم، قائلين إنه عفا عليه الزمن، وتم تأجيله من قبل «كبار السن من الرجال البيض»، وغير قادرين على مواجهة قوة الدوري الإنجليزي الممتاز أو «الإصلاح والتحديث في عالم سريع التغير».
في أبريل 2017، أُعلن أن بعض الإصلاحات، بما في ذلك تقليص حجم مجلس إدارة الاتحاد وزيادة عدد النساء، سيتم تقديمها للموافقة عليها في الاجتماع العام السنوي للاتحاد في 18 مايو. ومع ذلك، تم انتقاد التغييرات المقترحة من قبل البعض لأنها لم تذهب بعيدا بما فيه الكفاية، لا سيما لتحسين تمثيل الأقليات. تمت الموافقة على المقترحات في اجتماع الجمعية العمومية وتشمل:
- إنشاء ثلاث مناصب في مجلس إدارة الاتحاد الإنجليزي للعضوات بحلول عام 2018
- تقليص حجم المجلس إلى 10 أعضاء
- إضافة 11 عضوًا جديدًا إلى مجلس الاتحاد الإنجليزي «يعكس بشكل أفضل الطبيعة الشاملة والمتنوعة لكرة القدم الإنجليزية»
- تحديد عضوية مجلس الإدارة بثلاث فترات مدتها ثلاث سنوات
- إدخال حدود الولاية لأعضاء مجلس الاتحاد الإنجليزي

ومع ذلك، استمر الضغط من أجل إصلاح اتحاد كرة القدم مدعومًا بمزاعم العنصرية والبلطجة فيما يتعلق بقضيتي مارك سامبسون وإنيولا ألوكو، وفضيحة الاعتداء الجنسي التاريخية. في أكتوبر 2017، أعلن رئيس الاتحاد الإنجليزي جريج كلارك عن مراجعة «أساسية» لاتحاد كرة القدم بعد اعترافه بأنه «فقد ثقة الجمهور» في أعقاب جدل قضية سامبسون. في نفس الشهر، تعرض كلارك لانتقادات من قبل ضحية الاعتداء الجنسي آندي وودوارد والرئيس التنفيذي لاتحاد لاعبي كرة القدم المحترفين جوردون تايلور بسبب الملاحظات التي أدلى بها كلارك في جلسة استماع للجنة الرقمية والثقافة والإعلام والرياضة.

## العلاقة مع الفيفا
انضم الاتحاد إلى فيفا لأول مرة في عام 1905. واختارت الاتحادات البريطانية (إنجلترا وأيرلندا واسكتلندا وويلز) مغادرة فيفا بعد الحرب العالمية الأولى عندما اختار فيفاى عدم استبعاد أولئك الذين كانوا جزءًا من القوى المركزية من المنظمة. تغير موقف الاتحادات البريطانية بحلول عام 1922 وفي عام 1924 عادوا للانضمام إلى الفيفا.
كافحت الرابطة الأولمبية البريطانية ضد «الوقت الضائع» - التعويض المالي عن أرباح الرياضيين عند التنافس في الألعاب الأولمبية. في المؤتمر الأولمبي لعام 1925 في براغ، أجرى البريطانيون تعديلاً خلص إلى أن الاتحادات الحاكمة يجب أن تحدد وضع الهواة لرياضاتها ولكن فقط وفقًا لتعريف الهواة الذي قبله المؤتمر الأولمبي. في عام 1928، اقترحت سويسرا على الفيفا أنه في ظروف معينة، يجب السماح بدفع مدفوعات «الوقت الضائع» وقبل فيفا. انسحب اتحاد الكرة من الفيفا احتجاجا على الاقتراح. نتيجة لإنسحاب الاتحاد الإنجليزي، لم تشارك إنجلترا في نهائيات كأس العالم لكرة القدم 1930 أو 1934 أو 1938.
في المؤتمر الأولمبي لعام 1930 في برلين، اقترح المندوبون البلجيكيون ترك تعريف وضع الهواة لكل رياضة لاتحادها الدولي. عاد اتحاد الكرة إلى الاتحاد الدولي لكرة القدم في عام 1946 وشارك في أول نهائيات لكأس العالم عام 1950. وكان من أولى الإجراءات التي اتخذها اتحاد كرة القدم طلب طرد الاتحادين الوطنيين الألماني والياباني لكرة القدم لدور بلديهما في الحرب العالمية الثانية. نتيجة لذلك، مُنعت ألمانيا واليابان من التأهل لكأس العالم 1950. تم إعادتهم مرة أخرى إلي الفيفا في عام 1950 بعد طلب ثان من سويسرا كان قد تم رفض طلب سابق في عام 1948.

## التمويل

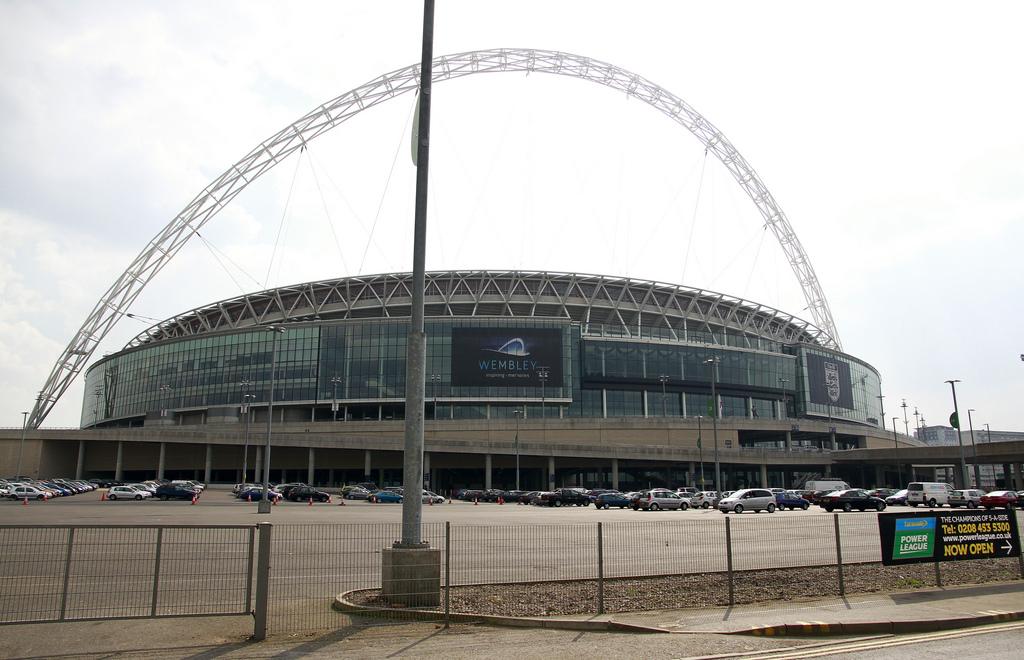
ملعب ويمبلي المقر الرئيسي لاتحاد كرة القدم

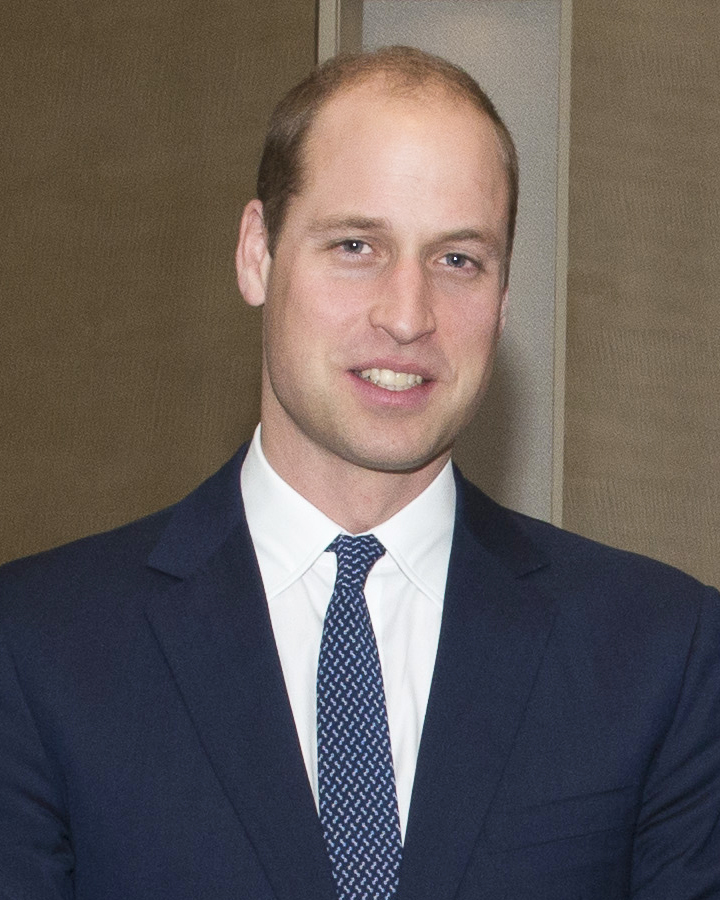
الأمير ويليام دوق كامبريدج، الرئيس الحالي لاتحاد كرة القدم

الأصل التجاري الرئيسي للاتحاد هو ملكيته لحقوق اللاعبين الدوليين في إنجلترا وكأس الاتحاد الإنجليزي. لا يزال دخل البث يمثل أكبر مصدر لإيرادات الاتحاد الإنجليزي مع حقوق البث المحلية والدولية لمباريات إنجلترا وكأس الاتحاد الإنجليزي حتى عام 2021 على الأقل.
خلال المواسم الأربعة من 2008 إلى 2012، حصل الاتحاد الإنجليزي على 425 مليون جنيه إسترليني من آي تي في وسيتانتا سبورتس لحقوق البث التلفزيوني المحلي لألعاب إنجلترا وكأس الاتحاد الإنجليزي، بزيادة قدرها 42٪ عن العقد السابق، و 145 مليون جنيه إسترليني لحقوق البث التلفزيوني في الخارج، بزيادة 272٪ على 39 مليون جنيه استرليني تم تلقيها عن فترة الأربع سنوات السابقة. ومع ذلك، خلال الفترة 2008-09، دخلت سيتانتا في الإدارة، مما أضعف مركز التدفق النقدي للاتحاد.
بلغ حجم الأعمال للسنة المنتهية في 31 يوليو 2016 مبلغ 370 مليون جنيه إسترليني والتي حققت أرباحًا منها بعد خصم الضرائب قدرها 7 ملايين جنيه إسترليني. كما استثمرت 125 مليون جنيه إسترليني في كل مستوى من مستويات كرة القدم في عام 2016. وفي يوليو 2015، أعلن الاتحاد الإنجليزي عن خطط لتنفيذ إعادة هيكلة تنظيمية كبيرة، من أجل تحقيق وفورات كبيرة في التكاليف للاستثمار في فرق النخبة في إنجلترا ومنشآتها ومنشآتها. تدريب القواعد الشعبية.
دخل الاتحاد الإنجليزي لا يشمل مبيعات أندية كرة القدم الإنجليزية، وهي شركات مستقلة. بالإضافة إلى إدارة عملياته الخاصة، يختار اتحاد كرة القدم خمس جمعيات خيرية كل عام يقدم لها الدعم المالي.
في غضون ثلاث سنوات حتى عام 2014، تلقى الاتحاد الإنجليزي مبلغ قدره 350 ألف جنيه إسترليني من اللاعبين بسبب التعليقات التي أُدلي بها على تويتر، وكانت الغرامة الأخيرة 25 ألف جنيه إسترليني لريو فرديناند. أعلى غرامة تم منحها خلال السنوات الثلاث الماضية كانت غرامة قدرها 90 ألف جنيه إسترليني إلى آشلي كول في عام 2012 بعد أن وصف اتحاد كرة القدم بأنه «مجموعة من الاوغاد.» كان اتحاد كرة القدم أكثر صرامة بشأن التعليقات التي أدلى بها اللاعبون على تويتر، حيث قام اتحاد الكرة بتأديب 121 لاعباً بشكل عام في السنوات الثلاث الماضية.

## المنتخبات الوطنية

### منتخبات الرجال
- منتخب إنجلترا لكرة القدم

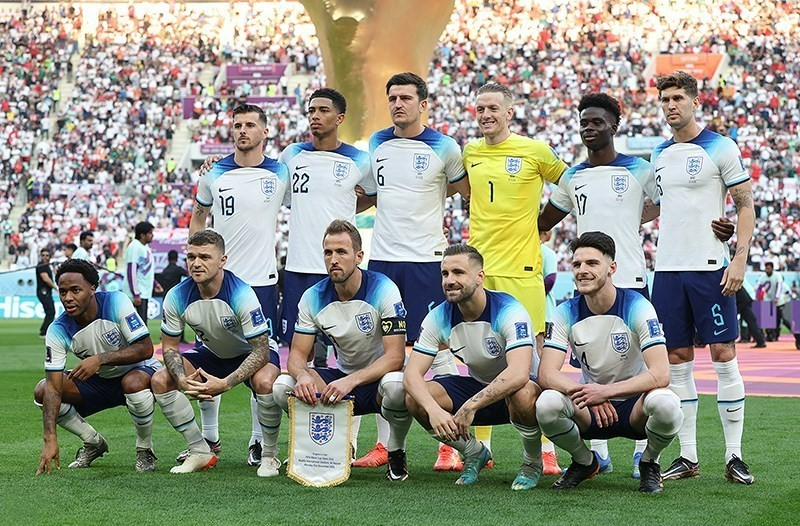
منتخب إنجلترا للرجال عام 2022

- منتخب إنجلترا تحت 21 سنة لكرة القدم
- منتخب إنجلترا تحت 20 سنة لكرة القدم
- منتخب إنجلترا تحت 19 سنة لكرة القدم
- منتخب إنجلترا تحت 18 سنة لكرة القدم
- منتخب إنجلترا تحت 17 سنة لكرة القدم
- منتخب إنجلترا تحت 16 سنة لكرة القدم
- منتخب إنجلترا لكرة القدم الشاطئية
- منتخب إنجلترا لكرة الصالات

### منتخبات السيدات
- منتخب إنجلترا لكرة القدم للسيدات

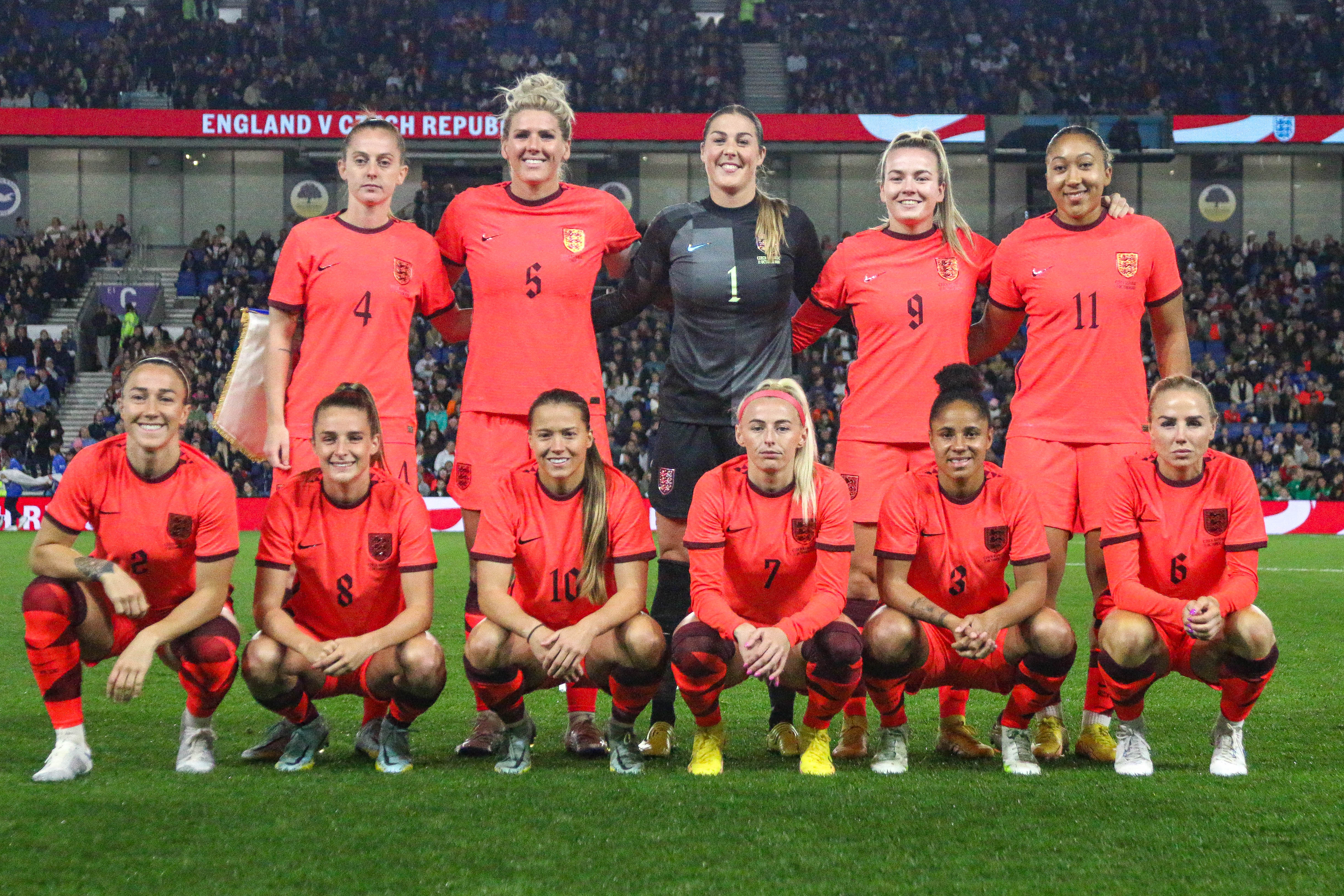
منتخب إنجلترا للسيدات عام 2022

- منتخب إنجلترا تحت 23 سنة لكرة القدم للسيدات
- منتخب إنجلترا تحت 19 سنة لكرة القدم للسيدات
- منتخب إنجلترا تحت 17 سنة لكرة القدم للسيدات
- منتخب إنجلترا لكرة القدم الشاطئية للسيدات

## البطولات
أهم المنافسات التي يشرف عليها الاتحاد:
- كأس الاتحاد الإنجليزي
- درع المجتمع الإنجليزي
- كأس الاتحاد الإنجليزي للسيدات
- كأس الاتحاد الإنجليزي للشباب
- كأس الاتحاد الإنجليزي لكرة الصالات

## وصلات خارجية
- England FIFA
- England UEFA
- The FA official site
- Tom Bower Has the Blazer Brigade doomed football? The Guardian 2 July 2005
- When the Royal Engineers won the FA Cup 1875 Royal Engineers Museum